# Urza's Saga
Urza’s Saga – dodatek do kolekcjonerskiej gry karcianej – Magic: the Gathering. Wydany został w październiku 1998 r. jako pierwszy dodatek w bloku Urza.
Uczestnicy imprez przedpremierowych otrzymywali specjalnie na tę okazję przygotowane, foliowane karty promocyjne Lightning Dragon.

## Fabuła dodatku
Urza’s Saga opowiada historię dziejącą się przed wydarzeniami z dodatków Tempest/Stronghold/Exodus, wyjaśniając co działo się po Wojnie Braci (ang. Brothers War).
W przeciwieństwie do innych dodatków, gdzie wszystkie karty swoim tematem odnoszą się do tej samej historii, w Urza’s Saga każdy kolor kart odpowiada za inną część historii.
Kolor zielony skupia się na konflikcie na Argoth, którego efekt stanie się głównym tematem bloku Ice Age. Czarny ukazuje nieudany atak Urzy na Phyrexię. Biały dokumentuje pobyt Urzy w Serra Realm (pl. Dziedzinie Serry), gdzie przechodzi on rekonwalescencję. Niebieski przedstawia utworzenie przez Urzę akademii na Tolarii (ang. Tolaria Academy) i jego eksperymenty z czasem. Czerwone karty ukazują sojusz Urzy z Shiv.
Shiv, Phyrexia, Tolaria, i Serra Realm to jedne z najlepiej rozpoznawalnych krain w Magicu. Większość historii na której opiera się to rozszerzenie zostało opisane w książce pt. Planeswalker (pl. Wędrowiec), jakkolwiek część dotycząca wojny na Argoth znajduje się w Bratobójczej wojnie, natomiast budowa akademii oraz sojusz z Shiv w Time Streams.

## Tematyka
Blok Urzy jest określany jako blok artefaktów. Twórcy określili go jako Artifact Cycle (pl. Cykl Artefaktów), chociaż w zamierzeniach miał to być blok skupiający się na enchantmentach.
Zarówno według twórców, jak i graczy, niektóre karty z tego dodatku zostały określone jako zbyt silne w działaniu.

## Zestawy Startowe
Urza’s Saga był pierwszym dodatkiem w którym znajdowała się talia podstawowa oparta na trzech kolorach kart.
- The Plague (Biało/Czarna)
- Sleeper (Biała)
- Special Delivery (Czerwono/Zielona)
- Tombstone (Biało/Niebiesko/Czarna)

W dodatku tym zmieniono liczbę kart, które znajdowały się w Tournament pack (pl. zestaw turniejowy) z 60 na 75 losowych kart. Miało to na celu ułatwienie przeprowadzania turniejów w formacie Sealed-Deck.

## Mechaniki
- Cycling
- Echo
- Darmowe czary (ang. Free Spells) – część niebieskich kart z tego dodatku powodowało, że po ich rozegraniu gracz mógł odtapować określoną liczbę lądów.
- Uśpiony enchantment (pol. Umagicznienie) – zdolność niektórych enchantmentów, które po zagraniu karty określonego typu zmieniały się w stwora.